# Rhabdotina phoenicias
Rhabdotina phoenicias är en fjärilsart som beskrevs av George Francis Hampson 1918. Rhabdotina phoenicias ingår i släktet Rhabdotina och familjen nattflyn. Inga underarter finns listade.